# Reagan Dale Neis
Reagan Dale Neis (ur. 24 września 1976 roku w Portage la Prairie w Manitobie) – kanadyjska aktorka.
Stała się rozpoznawalna dzięki grze w serialach Odlotowa małolata (Maybe It's Me) i A Minute With Stan Hooper. Występowała także w produkcji Zwariowany świat Malcolma (Malcolm in the Middle), która w Polsce była emitowana przez telewizję Polsat.